# هفتاد و هشتمین دوره جوایز اسکار
هفتاد و هشتمین دوره مراسم اعطای جوایز اسکار در تاریخ ۵ مارس ۲۰۰۶ در سالن تئاتر کوداک هالیوود برگزار شد. در این مراسم بهترین فیلم‌های سال ۲۰۰۵ جهان به انتخاب آکادمی علوم و هنرهای تصاویر متحرک جایزه گرفتند.
جان استوارت مجری این مراسم بود

## جوایز
| بهترین فیلم | بهترین کارگردانی |
| --- | --- |

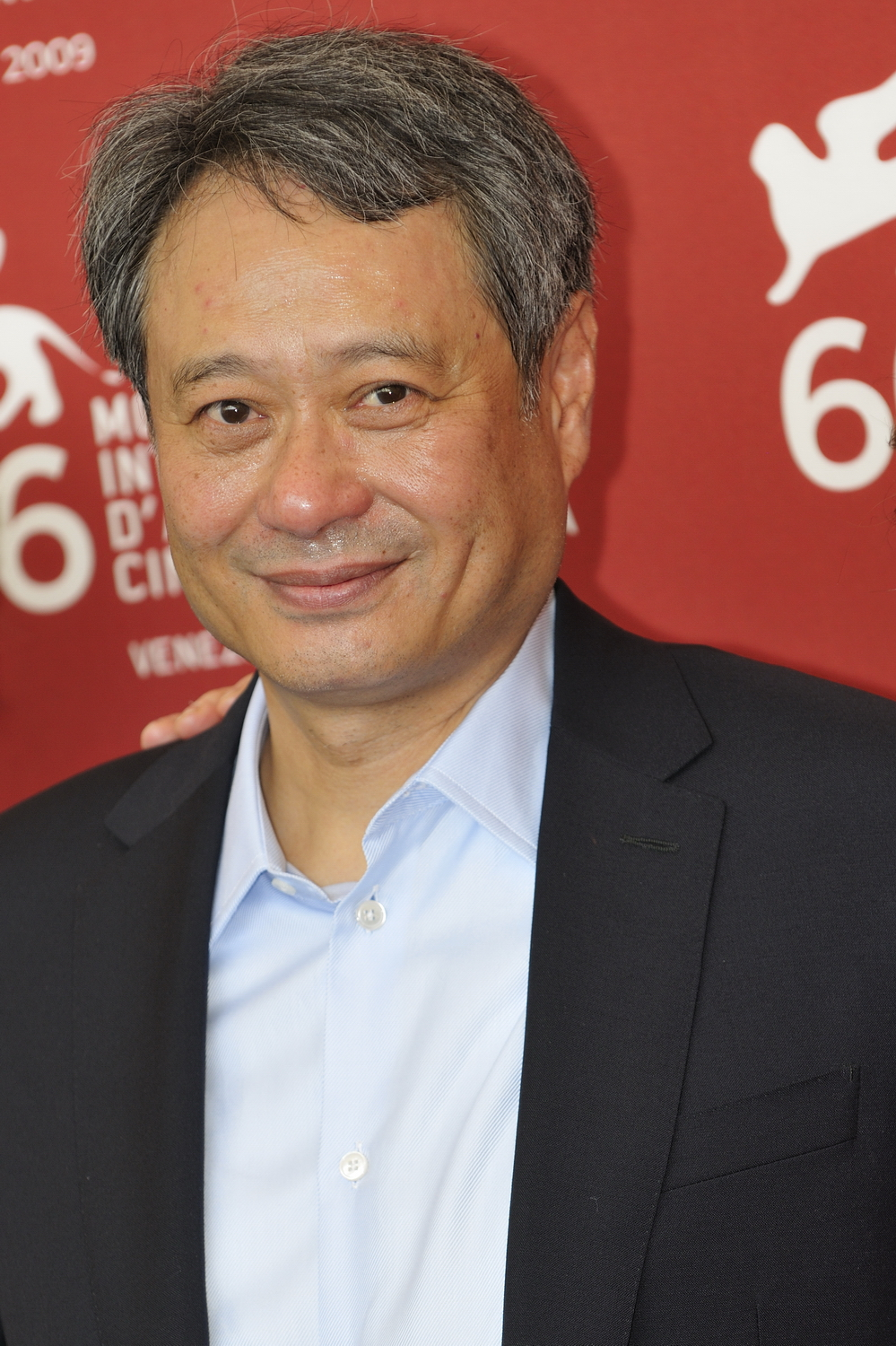
انگ لی، برنده بهترین کارگردانی

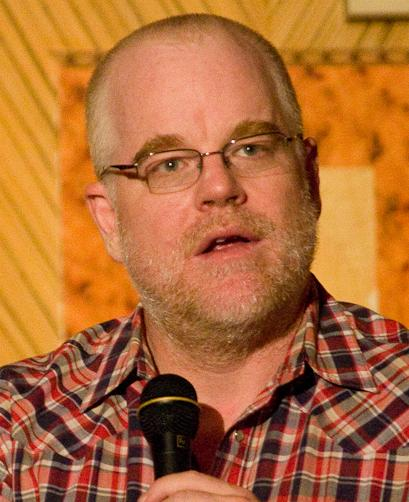
فیلیپ سیمور هافمن، برنده بهترین بازیگر مرد

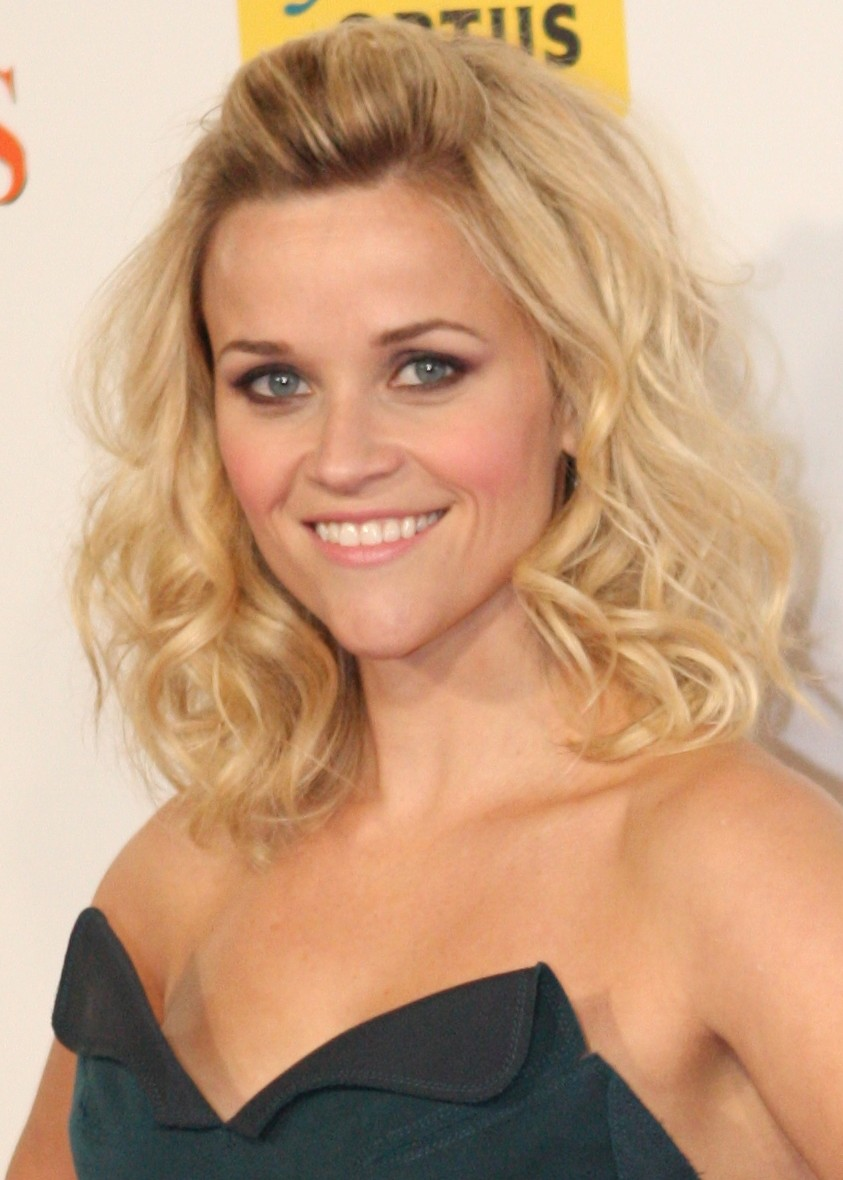
ریس ویترسپون، برنده بهترین بازیگر زن

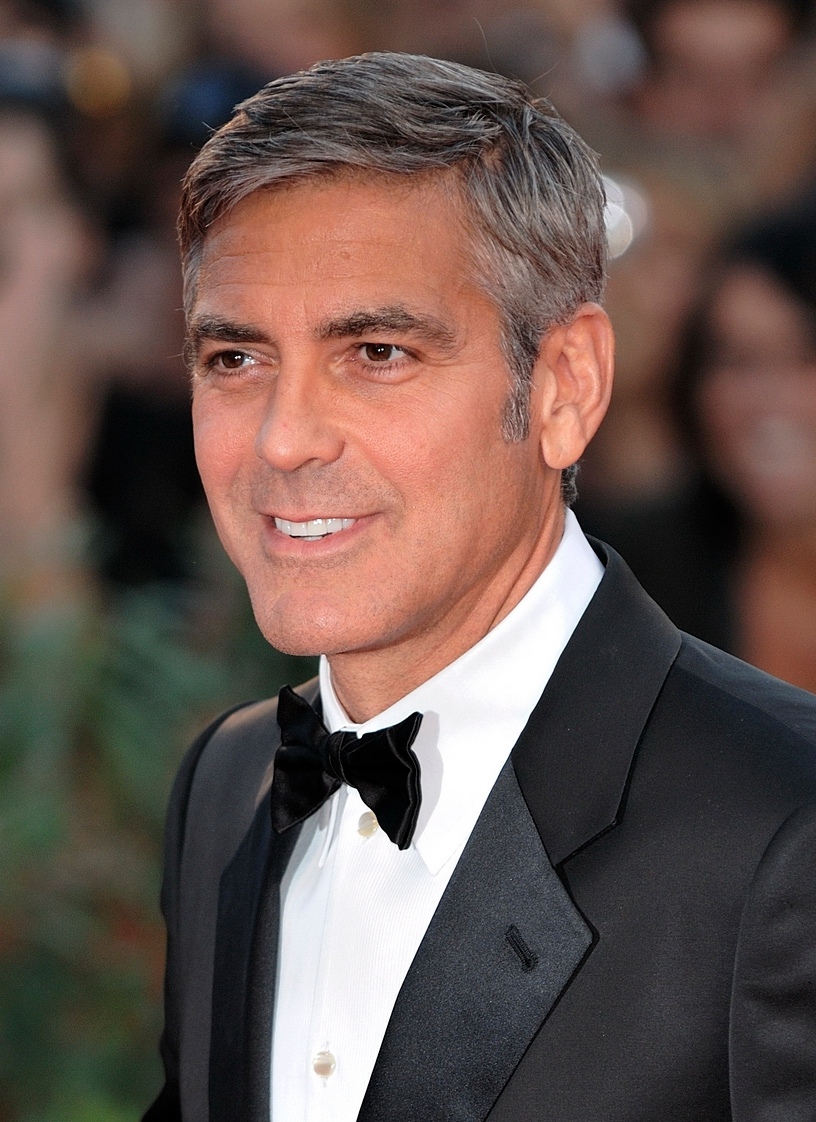
جورج کلونی، برنده بهترین بازیگر نقش مکمل مرد

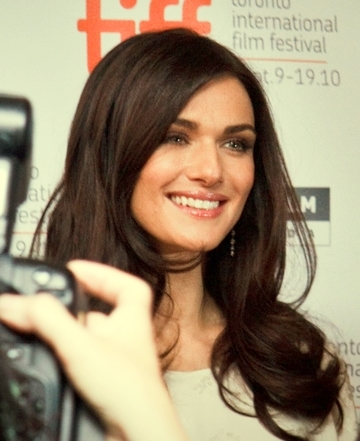
ریچل وایس، برنده بهترین بازیگر نقش مکمل زن

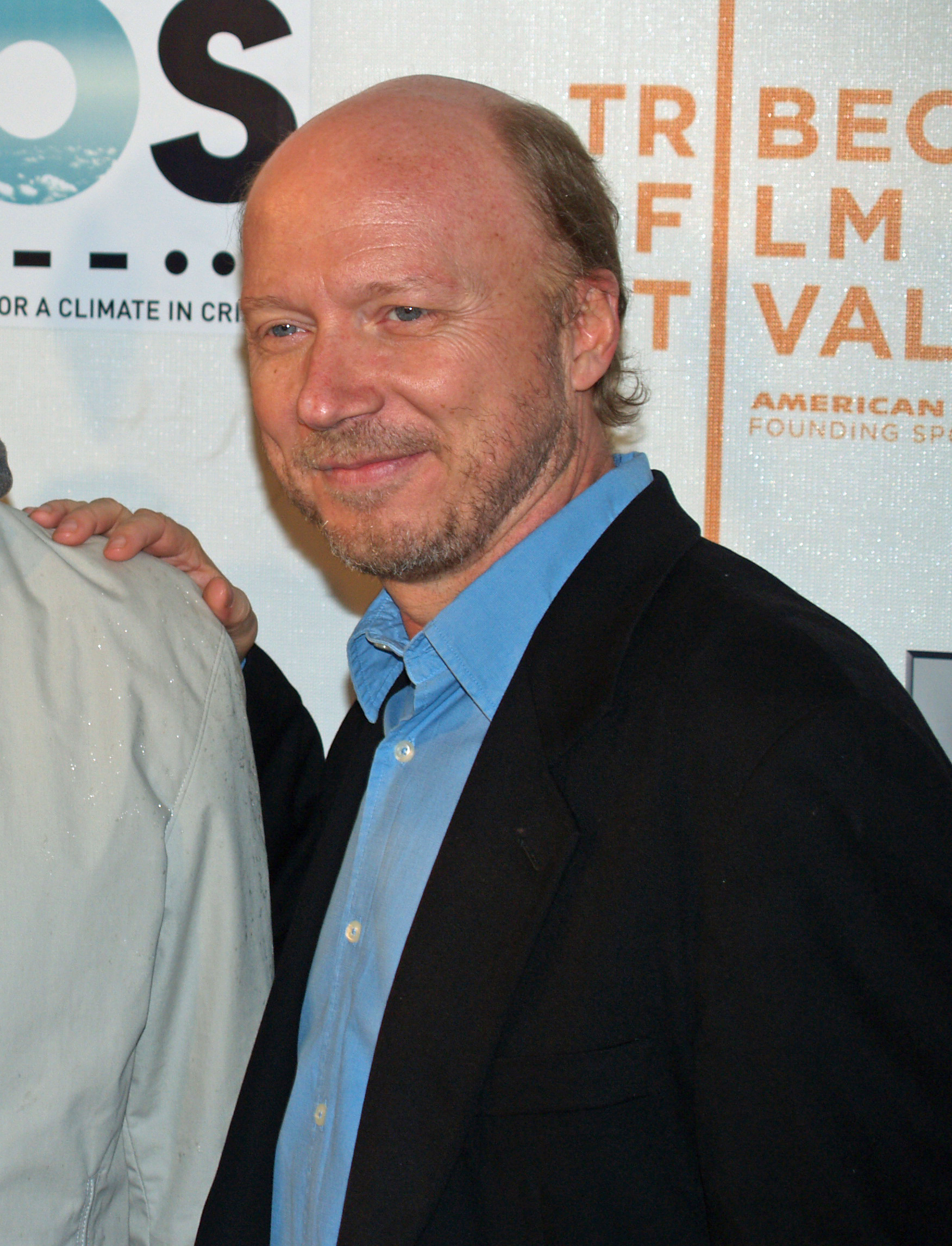
پل هگیس، یکی از برندگان بهترین فیلمنامه غیراقتباسی

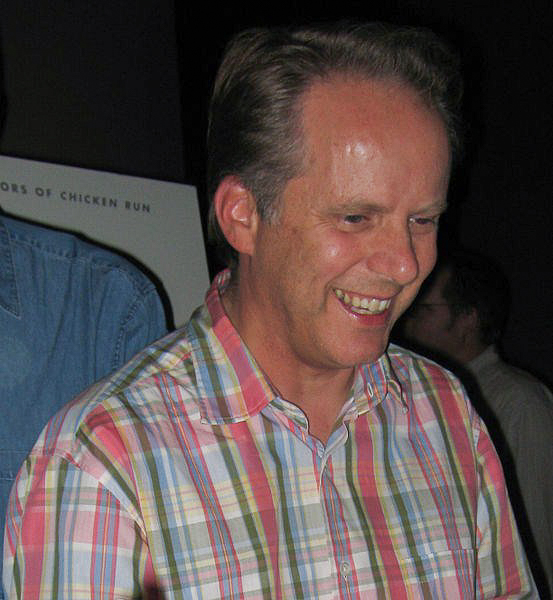
نیک پارک، کی از برندگان بهترین فیلم پویانمایی

| - تصادف - پل هگیس و کتی شولمن - کوهستان بروکبک - کاپوتی - ویلیام وینس و مایکل اهون - مونیخ - مونیخ - شب به خیر و موفق باشید.                                                                      | - انگ لی – کوهستان بروکبک - جرج کلونی – شب به خیر و موفق باشید. - پل هگیس – تصادف - بنت میلر – کاپوتی - استیون اسپیلبرگ – مونیخ |
| بهترین بازیگر نقش اول مرد | بهترین بازیگر نقش اول زن |
| - فیلیپ سیمور هافمن – کاپوتی - ترنس هاوارد – Hustle & Flow' - هیت لجر – کوهستان بروکبک - خواکین فینیکس – سر به راه باش - دیوید استراترن – شب به خیر و موفق باشید.                                 | - ریس ویترسپون – سر به راه باش - جودی دنچ – خانم هندرسون تقدیم می‌کند - فلیسیتی هافمن – ترنس‌آمریکا - کیرا نایتلی – غرور و تعصب - شارلیز ترون – سرزمین شمالی |
| بهترین بازیگر نقش مکمل مرد | بهترین بازیگر نقش مکمل زن |
| - جورج کلونی – سیریانا - مت دیلون – تصادف - پل جیاماتی – مرد سیندرلایی - جیک جیلنهال – کوهستان بروکبک - ویلیام هرت – سابقه خشونت                                                                  | - ریچل وایس – باغبان وفادار - ایمی آدامز – جونبوگ - کاترین کینر – کاپوتی - فرانسیس مک‌دورمند – سرزمین شمالی - میشل ویلیامز – کوهستان بروکبک |
| فیلم‌نامه اوریژینال | فیلم‌نامه اقتباسی |
| - تصادف – پل هگیس و رابرت مورسکو - شب به خیر و موفق باشید. – جورج کلونی و گرانت هسلو - امتیاز نهایی – وودی آلن - ماهی مرکب و نهنگ – نوآ بامباک - سیریانا – استیون گاگان                           | - کوهستان بروکبک – لاری مک‌مورتی و Diana Ossana - کاپوتی – دن فوترمن - باغبان وفادار – جفری کین - سابقه خشونت – جاش اولسون - مونیخ – تونی کوشنر و اریک روت |
| بهترین انیمیشن | بهترین فیلم غیر انگلیسی‌زبان |
| - بلای غول خرگوش نما – نیک پارک و استیو باکس - دژ متحرک – هایائو مایازاکی - عروس مرده – تیم برتون                                                                                                 | - ساتسی (آفریقای جنوبی) به آفریکانس - گوین هود - هیولایی در دل (ایتالیا) به ایتالیایی - کریستینا کومنچینی - کریسمس مبارک (فرانسه) به فرانسوی - کریستین کاریون - اینک بهشت (فلسطین) به عربی - هانی ابواسعد - سوفی شول، روزهای آخر (آلمان) به آلمانی - مارک روتموند |
| بهترین مستند | بهترین مستند کوتاه |
| - رژه پنگوئن‌ها - لوک ژاکه و ایو داروندو - کابوس داروین - اوبر سوپه - زرنگترین آدم توی اتاق - آلکس گیبنی و جیسون کلیوت - توپ مرگ - هنری-آلکس روبین و دانا آدام شاپیرو - دعوای خیابانی - مارشال کری | - A Note of Triumph: The Golden Age of Norman Corwin - کورین مارینن و اریک سایمونسون - The Death of Kevin Carter: Casualty of the Bang Bang Club - دن کراوس - God Sleeps in Rwanda - کیمبرلی آکوارو و استیسی شرمن - The Mushroom Club - استیون اوکازاکی           |
| بهترین فیلم کوتاه زنده | بهترین انیمیشن کوتاه |
| - شش‌لول - مارتین مک‌دونا - Ausreißer - اولریکا گروته - Cashback - لین باساجر - The Last Farm - رونار رونارشون و تور اس. سیگوریونشون - Our Time Is Up - راب پرلستاین و پیا کلمنت                    | - The Moon and the Son: An Imagined Conversation - - Badgered - شارون کولمن - The Mysterious Geographic Explorations of Jasper Morello - آنتونی لوکاس - ۹ - شین اکر - One Man Band - مارک اندروز                                                                  |
| بهترین موسیقی فیلم | بهترین ترانه |
| - کوهستان بروکبک – گوستاوو سانتائولایا - باغبان وفادار - آلبرتو ایگلسیاس - خاطرات یک گیشا - جان ویلیامز - مونیخ - جان ویلیامز - غرور و تعصب - داریو ماریانلی                                      | - شتاب و طغیان برای ترانه - It's Hard out Here for a Pimp - تصادف برای ترانه - کاتلین یورک - ترنس‌آمریکا برای ترانه "ترنس‌آمریکا" - دالی پارتن |
| بهترین تدوین صدا | بهترین میکس صدا |
| - کینگ کونگ - مایک هاپیکنز و Ethan Van der Ryn - خاطرات یک گیشا - ویلی استیتمن - جنگ دنیاها - ریچارد کینگ                                                                                         | - کینگ کونگ - کریستوفر بویز، مایکل سمانیک و - سرگذشت نارنیا: شیر، کمد و جادوگر - و - خاطرات یک گیشا -، و - سر به راه باش -، و پیتر کورلند - جنگ دنیاها -، و |
| بهترین طراحی صحنه | بهترین فیلمبرداری |
| - خاطرات یک گیشا - کارگردان هنری : John Myhre Set decorator : Gretchen Rau - شب به خیر و موفق باشید. - - هری پاتر و جام آتش - - کینگ کونگ - - غرور و تعصب -                                       | - خاطرات یک گیشا - دیان بیبی - بتمن آغاز می‌کند - والی فیستر - کوهستان بروکبک - رودریگو پریتو - شب به خیر و موفق باشید. - - دنیای نو - امانوئل لوبزکی |
| بهترین گریم و آرایش مو | بهترین طراحی لباس |
| - سرگذشت نارنیا: شیر، کمد و جادوگر - هوارد برگر و Tami Lane - مرد سیندرلایی - و - جنگ ستارگان اپیزود سوم: انتقام سیت - و                                                                          | - خاطرات یک گیشا - کالین اتوود - چارلی و کارخانه شکلات‌سازی - گابریلا پسکوچی - خانم هندرسون تقدیم می‌کند - سندی پاول - غرور و تعصب - جکلین دورن - سر به راه باش - اریین فیلیپس                                                                                      |
| بهترین تدوین فیلم | بهترین جلوه‌های ویژه |
| - تصادف - هیوز وینبورن - مرد سیندرلایی - مایک هیل و دن هانلی - باغبان وفادار - - مونیخ - مایکل کان - سر به راه باش - مایکل مک‌کاسکار                                                               | - کینگ کونگ -، و - سرگذشت نارنیا: شیر، کمد و جادوگر -، و - جنگ دنیاها -، و |